# Alfa latina

L'alfa latina a confronto con una alfa greca minuscola, nel General Alphabet of Cameroon Languages

L'alfa latina a confronto con una 'a', nell'International Phonetic Alphabet

'a' minuscole, in due diversi stili. La seconda può essere confusa con l'alfa latina.

L'alfa latina (maiuscola: Ɑ, minuscola: ɑ) è una lettera dell'alfabeto latino, basato su una forma minuscola della a oppure sulla forma minuscola dell'alfa greca. Anche se ⟨ɑ⟩ è normalmente usata come doppione allografico di 'a', alcune volte i due grafemi vanno distinti:
- nell'Alfabeto Fonetico Internazionale, ⟨ɑ⟩ rappresenta una vocale posteriore aperta non arrotondata, mentre ⟨a⟩ rappresenta una vocale anteriore aperta non arrotondata;
- nel General Alphabet of Cameroon Languages, gli usi di ⟨Ɑ ɑ⟩ e ⟨A a⟩ sono simili a quelli dell'IPA. Entrambe sono presenti in alcuni linguaggi del Camerun come:
  - nella lingua fe'fe'[1][2]
  - nella lingua mbembe[3]
  - nella lingua manenguba, ma non in alcuni suoi dialetti come l'Akoose[4] e il Bakaka;[5]
  - nella lingua muyang viene utilizzata una grafia simile all'alfa latina per la lettera 'a', anche se l'alfa latina non viene utilizzata.[6]

A, alfa latina e alfa greca a confronto, utilizzando i font Arial, Times New Roman, Gentium, Doulos SIL, Cambria, Linux Libertine, Andron Mega Corpus, Courier New e Consolas. Nella seconda riga le versioni corsive.

La lettera 'a'

## Unicode
In Unicode, l'alfa latina e la 'a' calligrafica, simile all'alfa latina, sono considerate la stessa lettera. La forma minuscola era presente in Unicode 1.0, come U+0251 ɑ LATIN SMALL LETTER SCRIPT A. Dalla versione 1.1.5, è rinominata LATIN SMALL LETTER ALPHA. La forma maiuscola è presente in Unicode 5.1 come U+2C6D Ɑ LATIN CAPITAL LETTER ALPHA.